# 퀵서비스

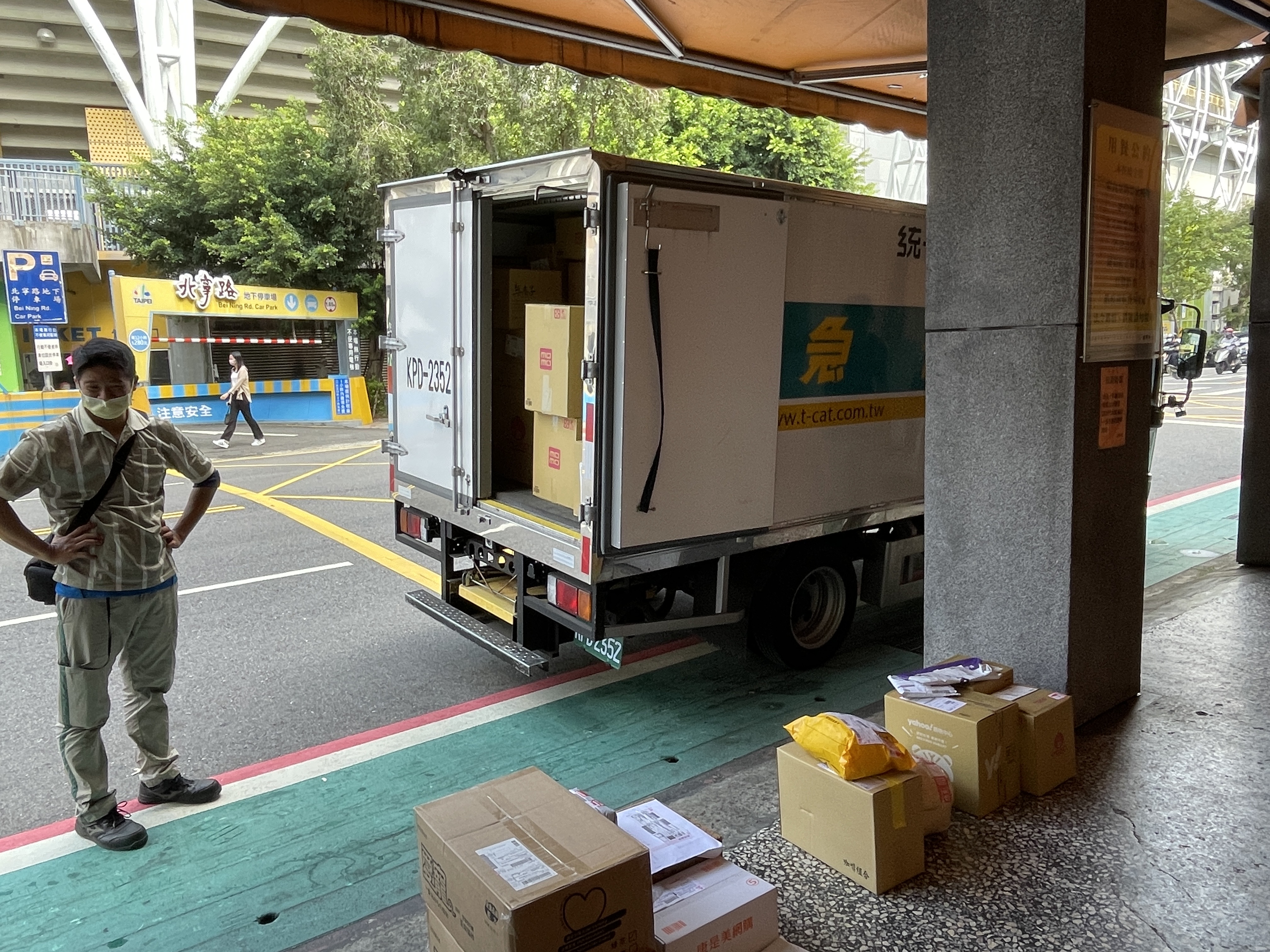
택배기사, 대만 타이페이 택배정리

퀵서비스(영어: quick service)는 이륜차나 경상용차를 이용한 소화물 운송업을 지칭하는 단어이다.

## 종류
- 이륜택배
- 자전거 메신저

## 같이 보기
- 코먼 캐리어
- 특급우편
- 우편
- 이륜택배
- 택배
- 전보